# Bảo tàng Nghệ thuật Ứng dụng tại Poznań

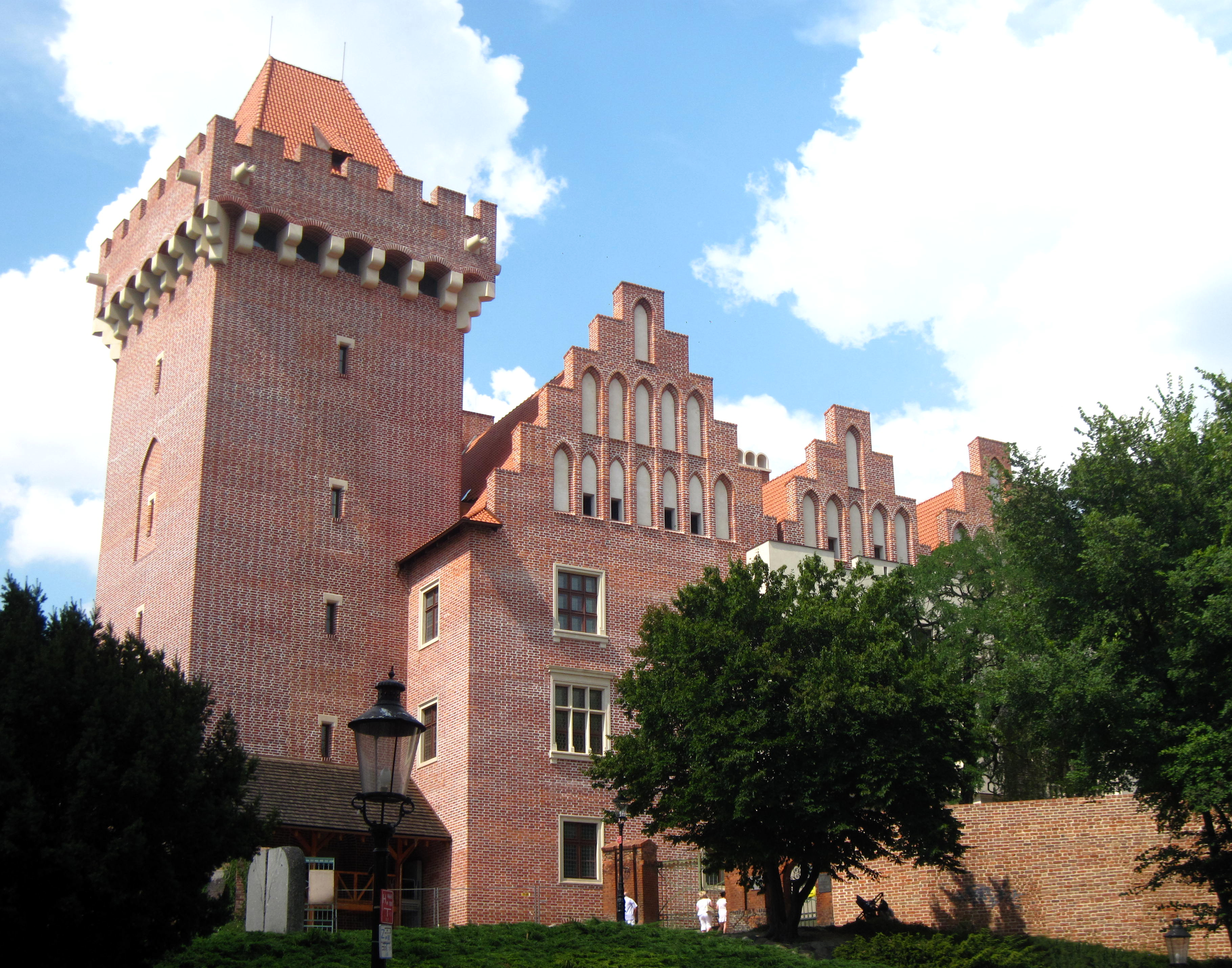
Khung cảnh bảo tàng

Bảo tàng Nghệ thuật Ứng dụng tại Poznań (tiếng Ba Lan: Muzeum Sztuk Użytkowych w Poznaniu) là một chi nhánh của Bảo tàng Quốc gia Poznań. Đây là viện bảo tàng nghệ thuật mở cửa từ năm 1965, ban đầu mang tên Bảo tàng Thủ công mỹ nghệ  (tiếng Ba Lan: Muzeum Rzemiosł Artystycznych). Năm 1991, do việc mở rộng chủ đề trưng bày triển lãm nên đã đổi tên thành Bảo tàng Nghệ thuật Ứng dụng tại Poznań như ngày nay. Bảo tàng nằm trong khuôn viên Lâu đài Hoàng gia Poznań được xây dựng vào năm 1249.
Công trình Bảo tàng Nghệ thuật Ứng dụng tại Poznań được đưa vào Sổ đăng ký Bảo tàng Nhà nước do Bộ Văn hóa và Bảo vệ Di sản Quốc gia lưu giữ.
Bảo tàng có 11.000 hiện vật như vải, đồ nội thất, thủy tinh, bạc,... được trưng bày theo trình tự thời gian từ thời Trung Cổ cho đến thời hiện đại. Bảo tàng phải đóng cửa trong một thời gian dài để thực hiện công trình cải tạo và tu bổ Lâu đài Hoàng gia. Bảo tàng mở cửa trở lại vào ngày 26 tháng 3 năm 2017. Sau khi tái thiết và tu bổ, một số phòng trong dinh thự hoàng gia được sử dụng nhằm mục đích trưng bày các bộ sưu tập của bảo tàng.